# België op de Olympische Zomerspelen 1976
België nam deel aan de Olympische Zomerspelen 1976 in Montréal, Canada. Er werd beduidend beter gescoord dan op de vorige Spelen. Zes medailles in plaats van twee. Ivo Van Damme haalde twee keer zilver op de middenafstanden bij het hardlopen.

## Medailleoverzicht
| Sport        | Olympiër                                                             | Discipline          | Medaille |
| ------------ | -------------------------------------------------------------------- | ------------------- | -------- |
| Atletiek     | Ivo Van Damme                                                        | 800 m               | Zilver   |
| Atletiek     | Ivo Van Damme                                                        | 1500 m              | Zilver   |
| Wielrennen   | Michel Vaarten                                                       | 1000 m tijdrit      | Zilver   |
| Atletiek     | Karel Lismont                                                        | marathon            | Brons    |
| Paardensport | François Mathy                                                       | springconcours      | Brons    |
| Paardensport | François Mathy Edgar-Henri Cuepper Stanny Van Paesschen Eric Wauters | springconcours team | Brons    |

## Deelnemers en resultaten

### Atletiek
| Olympiër                                                 | Discipline             | Resultaat | Prestatie |
| -------------------------------------------------------- | ---------------------- | --------- | --- |
| Lambert Micha                                            | 100m (m)               | 33e       | serie 1: 4e in 10,69 |
| Lambert Micha                                            | 200m (m)               | 15e       | serie 8: 2e in 21,25 kwartfinale 3: 4e in 21,09 halve finale 2: 7e in 21,46 |
| Fons Brydenbach                                          | 400m (m)               | 33e       | serie 4: 1e in 46,73 kwartfinale 1: 2e in 46,56 halve finale 1: 2e in 45,28 finale: 4e in 45,04 |
| Ivo Van Damme                                            | 800m (m)               | Zilver    | serie 6: 1e in 1.47,80 halve finale 1: 2e in 1.46,00 finale: 2e in 1.43,86 |
| Herman Mignon                                            | 1500m (m)              | 13e       | serie 2: 4e in 3.38,32 halve finale 1: 7e in 3.40,92 |
| Marc Nevens                                              | 1500m (m)              | 15e       | serie 1: 1e in 3.44,18 halve finale 2: 8e in 3.41,52 |
| Ivo Van Damme                                            | 1500m (m)              | Zilver    | serie 4: 2e in 3.39,93 halve finale 2: 3e in 3.38,75 finale: 2e in 3.39,27 |
| Willy Polleunis                                          | 5000m (m)              | 6e        | serie 2: 1e in 13.45,24 finale: 6e in 13.26,99 |
| Miel Puttemans                                           | 5000m (m)              | DNF       | serie 1: niet gefinisht |
| Marc Smet                                                | 5000m (m)              | 16e       | serie 3: 8e in 13.23,76 |
| Karel Lismont                                            | 10000m (m)             | 11e       | serie 1: 7e in 28.17,45 finale: 11e in 28.26,48 |
| Miel Puttemans                                           | 10000m (m)             | DNF       | serie 3: 4e in 28.15,52 finale: niet gefinisht |
| Marc Smet                                                | 10000m (m)             | 16e       | serie 2: 1e in 28.22,07 finale: 7e in 28.02,80 |
| Paul Thys                                                | 3000m steeplechase (m) | 13e       | serie 4: 7e in 8.31,55 |
| Karel Lismont                                            | marathon (m)           | Brons     | 2:11.12 |
| Rik Schoofs                                              | marathon (m)           | 10e       | 2:15.52 |
| Godfried Dejonckheere                                    | 20km snelwandelen (m)  | 25e       | 1:35.03,8 |
| Ronald Desruelles                                        | verspringen (m)        | 17e       | kwalificatie groep B: 5e met 7,60m |
| Guy Moreau                                               | hoogspringen (m)       | 16e       | kwalificatie groep A: 12e met 2,13m |
| Georges Schroeder                                        | kogelstoten (m)        | 18e       | kwalificatie groep B: 10e met 18,33m |
| Georges Schroeder                                        | discuswerpen (m)       | 26e       | kwalificatie groep B: 12e met 54,80m |
| Régis Ghesquière                                         | tienkamp (m)           | DNF       | 100m: 27e in 11,59 (668 punten) verspringen: 16e met 6,99m (818 punten) kogelstoten: 11e met 14,15m (737 punten) hoogspringen: 13e met 1,91m (779 punten) 400m: 23e in 50,32 (792 punten) 110m horden: 21e in 15,69 (778 punten) discuswerpen: 15e met 40,64m (698 punten) |
| Roger Lespagnard                                         | tienkamp (m)           | 19e       | 100m: 19e in 11,21 (754 punten) verspringen: 21e met 6,93m (806 punten) kogelstoten: 23e met 13,24m (680 punten) hoogspringen: 9e met 1,94m (804 punten) 400m: 12e in 48,99 (852 punten) 110m horden: 20e in 15,67 (780 punten) discuswerpen: 22e met 38,64m (658 punten) polsstokhoogspringen: 15e met 4,20m (859 punten) speerwerpen: 22e met 46,40m (584 punten) 1500m: 14e in 4.36,67 (545 punten) totaal: 7322 punten |
|                                                          |                        |           | |
| Lea Alaerts                                              | 100m (v)               | 25e       | serie 5: 5e in 11,63 kwartfinale 3: 7e in 11,71 |
| Lea Alaerts                                              | 200m (v)               | 22e       | serie 4: 5e in 23,53 kwartfinale 1: 6e in 23,80 |
| Regine Berg                                              | 400m (v)               | 23e       | serie 2: 4e in 53,66 kwartfinale 4: 7e in 53,14 |
| Rosine Wallez                                            | 400m (v)               | 22e       | serie 3: 5e in 52,94 kwartfinale 3: 6e in 53,04 |
| Rita Thijs                                               | 800m (v)               | 25e       | serie 1: 4e in 2.04,39 |
| Anne-Marie Van Nuffel                                    | 800m (v)               | 24e       | serie 5: 5e in 2.04,09 |
| Sonja Castelein                                          | 1500m (v)              | 18e       | serie 3: 4e in 4.12,95 halve finale 1: 9e in 4.13,46 |
| Bernadette Van Roy                                       | 1500m (v)              | 30e       | serie 1: 8e in 4.16,27 |
| Lea Alaerts Regine Berg Rita Thijs Anne-Marie Van Nuffel | 4x400m (v)             | 10e       | serie 2: 6e in 3.32,87 |
| Anne-Marie Pira                                          | hoogspringen (v)       | 17e       | finale: 17e met 1,84m |

### Boksen
| Olympiër    | Discipline | Resultaat | Prestatie                                                           |
| ----------- | ---------- | --------- | ------------------------------------------------------------------- |
| Raudy Gauwe | +81kg (m)  | 5e        | 1e ronde: vrij 2e ronde: walk-over kwartfinale: V van BER Hill: 0-5 |

### Boogschieten
| Olympiër        | Discipline      | Resultaat | Prestatie   |
| --------------- | --------------- | --------- | ----------- |
| Pierre Blacks   | individueel (m) | 18e       | 2353 punten |
| Robert Cogniaux | individueel (m) | 23e       | 2346 punten |

### Gewichtheffen
| Olympiër                  | Discipline | Resultaat | Prestatie                                                      |
| ------------------------- | ---------- | --------- | -------------------------------------------------------------- |
| Jean-Pierre Van Lerberghe | -90kg (m)  | 10e       | trekken: 10e met 150kg stoten: 12e met 177,5kg totaal: 327,5kg |

### Gymnastiek
| Olympiër             | Discipline               | Resultaat | Prestatie                                                        |
| -------------------- | ------------------------ | --------- | ---------------------------------------------------------------- |
| Joëlle De Keukeleire | meerkamp individueel (v) | 32e       | kwalificatie: 60e met 73,20 punten finale: 32e met 74,100 punten |
| Monique Freres       | meerkamp individueel (v) | 79e       | kwalificatie: 79e met 71,45 punten                               |

### Hockey
| Olympiër | Discipline | Resultaat | Prestatie |
| --- | ---------- | --------- | --- |
| Francis Bouche Bruno De Clynsen Serge Dubois Jean-François Gilles Robert Maroye Bernard Mauchien Guy Miserque Jean-Claude Moraux Bernard Smeekens Frank Smissaert Armand Solie Jean Toussaint Paul Urbain Carl-Eric Vanderborght Michel Vanderborght Michel Van Tuyckom | mannen     | 9e        | groep B: 5e V van Pakistan: 0-5 V van Nieuw-Zeeland: 1-2 W van Spanje: 3-2 V van Bondsrepubliek Duitsland: 1-6 9-12e plek: W van Argentinië: 3-2 9-10e plek: V van Canada: 2-3 |

| Groep A |                          |             |             |             |             |            |            |            |        |
| #       | Land                     | Wedstrijden | Wedstrijden | Wedstrijden | Wedstrijden | Doelpunten | Doelpunten | Doelpunten | Punten |
| #       | Land                     | G           | W           | G           | V           | V          | T          | Saldo      | Punten |
| 1       | Pakistan                 | 4           | 3           | 1           | 0           | 16         | 6          | +10        | 7      |
| 2       | Nieuw-Zeeland            | 4           | 1           | 2           | 1           | 6          | 8          | -2         | 4      |
| 3       | Spanje                   | 4           | 1           | 2           | 1           | 9          | 7          | +2         | 4      |
| 4       | Bondsrepubliek Duitsland | 4           | 1           | 1           | 2           | 10         | 10         | 0          | 3      |
| 5       | België                   | 4           | 1           | 0           | 3           | 5          | 15         | -10        | 2      |

| Datum      | Ronde    | Plaats                   | Land | Score      | Land |
| ---------- | -------- | ------------------------ | ---- | ---------- | ---- |
| Groepsfase |          |                          |      |            |      |
| 18 juli    | Montréal | Pakistan                 | 5-0  | België     |      |
| 21 juli    | Montréal | Nieuw-Zeeland            | 2-1  | België     |      |
| 23 juli    | Montréal | Spanje                   | 2-3  | België     |      |
| 24 juli    | Montréal | Bondsrepubliek Duitsland | 6-1  | België     |      |
| 9-12e plek |          |                          |      |            |      |
| 28 juli    | Montréal | België                   | 3-2  | Argentinië |      |
| 9-10e plek |          |                          |      |            |      |
| 29 juli    | Montréal | Canada                   | 2-3  | België     |      |

### Judo
| Olympiër            | Discipline | Resultaat | Prestatie |
| ------------------- | ---------- | --------- | --------- |
| Daniel Guldemont    | -80kg (m)  | 19e       |           |
| Robert Van De Walle | -90kg (m)  | 18e       |           |

### Kanovaren
| Olympiër                                           | Discipline    | Resultaat | Prestatie                                                                        |
| -------------------------------------------------- | ------------- | --------- | -------------------------------------------------------------------------------- |
| Gaëtan Frys                                        | K-1 500m (m)  | 11e       | serie 2: 4e in 1.59,29 herkansingen: 2e in 1.53,35 halve finale 3: 4e in 1.57,30 |
| Theo Claessens                                     | K-1 1000m (m) | 16e       | serie 1: 3e in 3.59,34 halve finale 2: 6e in 4.01,38                             |
| Jean-Pierre Burny Paul Hoekstra                    | K-1 500m (m)  | 9e        | serie 1: 1e in 1.42,32 halve finale 1: 3e in 1.39,58 finale: 9e in 1.40,48       |
| Jean-Pierre Burny Paul Hoekstra                    | K-1 1000m (m) | 6e        | serie 1: 1e in 3.33,23 halve finale 1: 1e in 3.26,74 finale: 6e in 3.33,86       |
| Jacky Alders Jos Broekx Paul Broekx Paul Stinckens | K-4 1000m (m) | 10e       | serie 3: 4e in 3.14,68 herkansingen: 2e in 3.09,71 halve finale 3: 4e in 3.18,34 |
|                                                    |               |           |                                                                                  |
| Brigitte Vernaillen                                | K-1 500m (v)  | 15e       | serie 1: 6e in 2.21,21 herkansingen: 5e in 2.15,72                               |
| Catherine Burelle Marleen Kuppens                  | K-1 500m (v)  | 13e       | serie 1: 6e in 2.10,48 herkansingen: 4e in 2.00,44                               |

### Paardensport
| Olympiër                                                             | Discipline     | Resultaat      | Prestatie                                                                              |
| Springconcours                                                       | Springconcours | Springconcours | Springconcours                                                                         |
| -------------------------------------------------------------------- | -------------- | -------------- | -------------------------------------------------------------------------------------- |
| François Mathy                                                       | individueel    | Brons          | 1e ronde: 2e met 4 strafpunten 2e ronde: 3e met 8 strafpunten totaal: 12 strafpunten   |
| Stanny Van Paesschen                                                 | individueel    | 30e            | 1e ronde: 30e met 20 strafpunten                                                       |
| Eric Wauters                                                         | individueel    | 43e            | 1e ronde: 43e met 47,50 strafpunten                                                    |
| Edgar Henri Cuepper François Mathy Stanny Van Paesschen Eric Wauters | team           | Brons          | 1e ronde: 6e met 32 strafpunten 2e ronde: 4e met 31 strafpunten totaal: 63 strafpunten |

### Roeien
| Olympiër                                                | Discipline      | Resultaat | Prestatie                                                                                                |
| ------------------------------------------------------- | --------------- | --------- | --- |
| Claude Dehombreux                                       | skiff (m)       | 12e       | serie 3: 3e in 7.23,33 halve finale 1: 5e in 7.14,76 finale B: 6e in 8.15,35                             |
| Didier Vermeersch Patrick Willems                       | dubbel-twee (m) | 12e       | serie 3: 4e in 6.52,09 herkansingen: 3e in 6.39,48 halve finale 2: 6e in 6.42,32 finale B: 6e in 7.25,82 |
| Frank Dedecker Paul De Weert Johan Ghoos Jozef Jordaens | vier-zonder (m) | 10e       | serie 2: 3e in 6.20,07 halve finale 2: 6e in 6.18,33 finale B: 4e in 6.47,51                             |

### Schermen
| Olympiër             | Discipline | Resultaat | Prestatie                                                          |
| -------------------- | ---------- | --------- | ------------------------------------------------------------------ |
| Thierry Soumagne     | degen (m)  | 46e       | 1e ronde groep 6: 5e                                               |
| Thierry Soumagne     | floret (m) | 31e       | 1e ronde groep 3: 1e 2e ronde groep 3: 6e                          |
|                      |            |           |                                                                    |
| Micheline Borghs     | floret (v) | 13e       | 1e ronde groep 9: 3e 2e ronde groep 6: 3e halve finale groep 4: 4e |
| Claudine le Comte    | floret (v) | 29e       | 1e ronde groep 6: 3e 2e ronde groep 5: 5e                          |
| Marie-Paule Van Eyck | floret (v) | 9e        | 1e ronde groep 2: 4e 2e ronde groep 4: 4e halve finale groep 2: 2e |

### Schietsport
| Olympiër        | Discipline             | Resultaat | Prestatie                        |
| --------------- | ---------------------- | --------- | -------------------------------- |
| Frans Lafortune | 50m geweer 3 houdingen | 46e       | 1113 punten: (393-367-353)       |
| Frans Lafortune | 50m geweer liggend     | 31e       | 588 punten: (99-98-99-99-96-97)  |
| Odette Meuter   | 50m geweer liggend     | 20e       | 590 punten: (98-98-99-96-99-100) |
| Anne Goffin     | 50m pistool            | 43e       | 515 punten: (89-86-88-84-81-87)  |
| Jacques Colon   | trap                   | 9e        | 182 punten                       |
| Chris Binet     | skeet                  | 11e       | 193 punten                       |

### Wielersport
| Olympiër                                             | Discipline                    | Resultaat | Prestatie |
| Baan                                                 | Baan                          | Baan      | Baan |
| ---------------------------------------------------- | ----------------------------- | --------- | --- |
| Michel Vaarten                                       | sprint (m)                    | 10e       | 1e ronde serie 12: 1e in 11,26 2e ronde serie 1: 2e 2e ronde herkansingen: 1e in 12,61 2e ronde herkansingen finale: V van URS Kravtsov |
| Michel Vaarten                                       | tijdrit (m)                   | Zilver    | 1.07,516 |
| Jean-Louis Baugnies                                  | individuele achtervolging (m) | 12e       | kwalificatie: 11e serie 3: V van AUS Sutton: 4.57,53                                                                                    |
| Weg                                                  |                               |           | |
| Fons De Wolf                                         | wegwedstrijd (m)              | 4e        | 4:47.23,0 |
| Dirk Heirweg                                         | wegwedstrijd (m)              | 47e       | 4:55.41,0 |
| Frank Hoste                                          | wegwedstrijd (m)              | 36e       | 4:49.01,0 |
| Eddy Schepers                                        | wegwedstrijd (m)              | 48e       | 4:55.41,0 |
| Fons De Wolf Dirk Heirweg Frank Hoste Daniel Willems | ploegentijdrit (m)            | 13e       | 2:16.08 |

### Worstelen
| Olympiër            | Discipline  | Resultaat   | Prestatie                                                                                       |
| Vrije stijl         | Vrije stijl | Vrije stijl | Vrije stijl                                                                                     |
| ------------------- | ----------- | ----------- | ----------------------------------------------------------------------------------------------- |
| Julien Mewis        | -52kg (m)   | 10e         | 1e ronde: vrij 2e ronde: V van POL Stecyk 3e ronde: V van JPN Takada                            |
| Grieks-Romeins      |             |             |                                                                                                 |
| Julien Mewis        | -57kg (m)   | 11e         | 1e ronde: V van KOR Seung-Hyun 2e ronde: W van MGL Mönkh-Ochir 3e ronde: V van URS Konstantinov |
| Jacques van Lancker | -68kg (m)   | 14e         | 1e ronde: W van CAN McPhedran 2e ronde: V van POL Supron 3e ronde: V van KOR Hae-Myung          |

### Zeilen
| Olympiër                   | Discipline | Resultaat | Prestatie                           |
| -------------------------- | ---------- | --------- | ----------------------------------- |
| Jacques Rogge              | finn       | 22e       | 138 punten: (14-13-25-17-DSQ-12-21) |
| Carl Winters Peter Winters | 470        | 19e       | 128 punten: (19-17-19-13-13-15-15)  |

### Zwemmen
| Olympiër                                                     | Discipline            | Resultaat | Prestatie                  |
| ------------------------------------------------------------ | --------------------- | --------- | -------------------------- |
| Johan Van Steenberghe                                        | 400m vrije slag (m)   | 30e       | serie 6: 5e in 4.08,28     |
| Johan Van Steenberghe                                        | 1500m vrije slag (m)  | 24e       | serie 1: 5e in 16.14,13    |
| François Deley                                               | 100m vlinderslag (m)  | DSQ       | serie 1: gediskwalificeerd |
| François Deley                                               | 200m vlinderslag (m)  | 34e       | serie 5: 7e in 2.12,99     |
| François Deley                                               | 400m wisselslag (m)   | 23e       | serie 3: 6e in 4.43,09     |
|                                                              |                       |           |                            |
| Geert Boekhout                                               | 100m vrije slag (v)   | 31e       | serie 4: 5e in 1.00,76     |
| Anne Richard                                                 | 100m vrije slag (v)   | 19e       | serie 7: 4e in 59,11       |
| Anne Richard                                                 | 200m vrije slag (v)   | 20e       | serie 4: 3e in 2.07,90     |
| Carine Verbauwen                                             | 400m vrije slag (v)   | 17e       | serie 1: 4e in 4.26,27     |
| Carine Verbauwen                                             | 800m vrije slag (v)   | 12e       | serie 1: 5e in 8.57,31     |
| Pierrette Michel                                             | 100m rugslag (v)      | 32e       | serie 5: 7e in 1.12,73     |
| Véronique Brisy                                              | 100m schoolslag (v)   | 31e       | serie 3: 5e in 1.19,56     |
| Ilse Schoors                                                 | 100m schoolslag (v)   | 29e       | serie 5: 6e in 1.18,63     |
| Véronique Brisy                                              | 200m schoolslag (v)   | 30e       | serie 5: 6e in 2.47,55     |
| Colette Crabbe                                               | 200m schoolslag (v)   | 29e       | serie 4: 7e in 2.47,16     |
| Chantal Grimard                                              | 100m vlinderslag (v)  | 26e       | serie 2: 4e in 1.06,10     |
| Chantal Grimard                                              | 200m vlinderslag (v)  | 29e       | serie 3: 6e in 2.26,04     |
| Colette Crabbe                                               | 400m wisselslag (v)   | 12e       | serie 4: 4e in 5.06,87     |
| Pierrette Michel                                             | 400m wisselslag (v)   | 18e       | serie 3: 6e in 5.15,86     |
| Geert Boekhout Chantal Grimard Anne Richard Carine Verbauwen | 4x100m vrije slag (v) | 10e       | serie 1: 6e in 4.00,35     |
| Chantal Grimard Anne Richard Ilse Schoors Carine Verbauwen   | 4x100m wisselslag (v) | 11e       | serie 2: 5e in 4.30,78     |

Amerikaanse Maagdeneilanden · Andorra · Antigua en Barbuda · Argentinië · Australië · Bahama's · Barbados · België · Belize · Bermuda · Bolivia · Bondsrepubliek Duitsland · Brazilië · Bulgarije · Canada · Chili · Colombia · Costa Rica · Cuba · Denemarken · Dominicaanse Republiek · Duitse Democratische Republiek · Ecuador · Egypte · Fiji · Filipijnen · Finland · Frankrijk · Griekenland · Groot-Brittannië · Guatemala · Haïti · Honduras · Hongarije · Hongkong · Ierland · IJsland · India · Indonesië · Iran · Israël · Italië · Ivoorkust · Jamaica · Japan · Joegoslavië · Kaaimaneilanden · Kameroen · Koeweit · Libanon · Liechtenstein · Luxemburg · Maleisië · Marokko · Mexico · Monaco · Mongolië · Nederland · Nederlandse Antillen · Nepal · Nicaragua · Nieuw-Zeeland · Noord-Korea · Noorwegen · Oostenrijk · Pakistan · Panama · Papoea-Nieuw-Guinea · Paraguay · Peru · Polen · Portugal · Puerto Rico · Roemenië · San Marino · Saoedi-Arabië · Senegal · Singapore · Sovjet-Unie · Spanje · Suriname · Thailand · Trinidad en Tobago · Tsjecho-Slowakije · Tunesië · Turkije · Uruguay · Venezuela · Verenigde Staten · Zuid-Korea · Zweden · Zwitserland